# Abdoul Salam Sow
Abdoul Salam Sow (Conakry, 13 agosto 1970) è un ex calciatore guineano, di ruolo centrocampista.

## Carriera

### Club
Ha cominciato a giocare al Thouars Foot 79. Nel 1993 è passato al Kortrijk. Nel 1994 si è trasferito all'Ankaragücü. Nel 1995 è stato acquistato dal Martigues. Nell'estate 1996 è passato al Chunnam Dragons. Nel 1997 ha firmato un contratto con il Belenenses. Nel 1998 è stato acquistato dallo Skoda Xanthī. Nel 2000 si è trasferito al Marco. Nell'estate 2001 è passato all'Imortal. Nel gennaio 2002 ha firmato un contratto con l'Al-Rayyan. Nell'estate 2002 si è trasferito al Qatar SC. Nel 2003 è passato all'Al-Ittihad Doha. Nel 2004 ha firmato un contratto con l'Al-Gharafa. Nel 2005 è stato acquistato all'Hafia, con cui ha concluso la propria carriera nel 2006.

### Nazionale
Ha debuttato in Nazionale nel 1992. Ha partecipato, con la Nazionale, alla Coppa d'Africa 1994, alla Coppa d'Africa 1998 e alla Coppa d'Africa 2004.

## Palmarès

### Club

#### Competizioni nazionali
- Qatar Stars League: 2

Qatar SC: 2002-2003
Al-Gharaffa: 2004-2005